# WxDev-C++
 (septembre 2020).
Si vous disposez d'ouvrages ou d'articles de référence ou si vous connaissez des sites web de qualité traitant du thème abordé ici, merci de compléter l'article en donnant les références utiles à sa vérifiabilité et en les liant à la section « Notes et références ».
wxDev-C++ est un environnement de développement intégré basé sur le populaire Dev-C++.
De nombreuses nouvelles fonctionnalités n'étaient pas disponibles dans Dev-C++. Une d'entre elles est un designer RAD visuel qui fonctionne comme le C++Builder pour créer des applications wxWidgets.
La dernière version 7.3.1 supporte les compilateurs Microsoft. Le support d'autres compilateurs est en cours de développement.